# Secure shell file system
Secure shell file system (ou SSHFS) permet le partage d'un système de fichiers de manière sécurisée en utilisant le protocole SFTP de SSH.

## Principes de fonctionnement
Basé sur le système de fichiers FUSE qui permet à un utilisateur sans privilèges particuliers d'accéder à un système de fichiers sans qu'il soit nécessaire de modifier les sources du noyau, SSHFS permet d'accéder simplement à une branche du système de fichiers distant par l'intermédiaire de SFTP, sous-jacent à SSH. Il permet donc l'accès à tous les serveurs SSH supportant ce protocole sans modification supplémentaire du serveur, ce qui est le cas de la majorité d'entre eux.
Le service étant basé sur FUSE, le montage peut être ensuite utilisé avec n'importe quel shell ou gestionnaire de fichier, qu'il gère ou non SFTP. Certains gestionnaires de fichiers comme FileZilla ou Ghost Commander, incluent cependant leur propre implémentation.

## Installation et configuration du clientSSHFS
- Par le gestionnaire de paquets de votre distribution :
  - les paquets sshfs et ses dépendances sont disponibles dans la plupart des distributions GNU/Linux depuis le gestionnaire de paquets ; éventuellement vous devrez ajouter les utilisateurs autorisés dans le groupe fuse.

- Si sshfs et fuse ne sont pas disponibles :
  - Il faudra tout d'abord installer FUSE. (le module fuse est inclus dans les noyaux Linux récents)
  - puis, télécharger et compiler le source de SSHFS[1].

## Utilisation
L'utilisation est ensuite très simple. La syntaxe de base est la suivante :
```
sshfs nom_hote:mon/repertoire point_de_montage_local
```

Cette commande permet alors d'accéder au répertoire mon/répertoire sur le système distant nom_hote en accédant localement au répertoire point_de_montage_local.
Pour démonter ce montage SSHFS, on utilisera la commande :
```
fusermount -u point_de_montage_local
```

Il est possible également de mettre une entrée dans le fichier fstab. La syntaxe est de ce type :
```
sshfs#user@host:/chemin /point/de/montage fuse user,noauto
```

user : permet à un utilisateur de monter la ressource (avec la commande mount /point/de/montage)
noauto : il est préférable de ne pas monter automatiquement ce type de ressource (nécessite la saisie d'un mot de passe, sauf si une clé ssh sans passphrase a été installée préalablement)
Le démontage s'effectue simplement avec :
```
umount /point/de/montage
```

## Montage automatique
Il est possible d'avoir un montage automatique de ressources SSHFS avec l'outil AFUSE.
Ci-dessous un exemple de ce qu'il est possible de faire pour se créer un démon d'automontage avec afuse et sshfs :
```
mkdir ~/sshfs
afuse -f -o mount_template="sshfs user@%r:/ %m" -o unmount_template="fusermount -u -z %m" ~/sshfs
```

Il ne reste ensuite plus qu'à se rendre dans le répertoire ~/sshfs et ainsi monter automatiquement la racine distante de nos machines :
```
cd ~/sshfs/nom_machine
```